# Premier League 2024-2025 (Uganda)
La Premier League 2024-2025 era la 57ª edizione della massima divisione del campionato ugandese di calcio. Il campionato è iniziato il 13 settembre 2024 ed è terminato il 24 maggio 2025. Il Villa era la squadra campione in carica.
La competizione è stata vinta dal Vipers, al suo settimo titolo nazionale.

## Stagione

### Novità
Al termine della stagione precedente sono state retrocesse Busoga United, Gaddafi e Arua Hill, ultime tre classificate del campionato. Al loro posto, dalla FUFA Big League, sono state promosse Police, Mbale Heroes e Lugazi.

### Formula
Le 16 squadre partecipanti giocano un girone all'italiana con partite di andata e ritorno, per un totale di 30 giornate. Al termine della stagione, la prima classificata è campione dell'Uganda e si qualifica per la CAF Champions League 2025-2026, mentre la seconda classificata si qualifica per la Coppa della Confederazione CAF 2025-2026. Le ultime tre classificate vengono invece retrocesse in FUFA Big League.

## Squadre partecipanti
| Squadra       | Città   | Stagione precedente   |
| ------------- | ------- | --------------------- |
| Bright Stars  | Wakiso  | 9° in Premier League  |
| Bul           | Njeru   | 2° in Premier League  |
| Express       | Kampala | 12° in Premier League |
| Kampala City  | Kampala | 5° in Premier League  |
| Kitara        | Masindi | 4° in Premier League  |
| Lugazi        | Lugazi  | FUFA Big League       |
| Maroons       | Kampala | 7° in Premier League  |
| Mbale Heroes  | Mbale   | FUFA Big League       |
| Mbarara City  | Mbarara | 10° in Premier League |
| NEC           | Kampala | 6° in Premier League  |
| Police        | Kampala | FUFA Big League       |
| UPDF          | Bombo   | 13° in Premier League |
| U.R.A.        | Lugazi  | 8° in Premier League  |
| Villa         | Kampala | Campione di Uganda    |
| Vipers        | Kitende | 3° in Premier League  |
| Wakiso Giants | Wakiso  | 11° in Premier League |

## Classifica
|                   | Pos. | Squadra       | Pt | G  | V  | N  | P  | GF | GS | DR  |
| ----------------- | ---- | ------------- | -- | -- | -- | -- | -- | -- | -- | --- |
| Uganda (bandiera) | 1.   | Vipers        | 69 | 30 | 21 | 6  | 3  | 49 | 15 | +34 |
|                   | 2.   | NEC           | 67 | 30 | 20 | 7  | 3  | 44 | 19 | +25 |
|                   | 3.   | Bul           | 59 | 30 | 16 | 11 | 3  | 38 | 19 | +19 |
|                   | 4.   | U.R.A.        | 52 | 30 | 16 | 4  | 10 | 42 | 23 | +19 |
|                   | 5.   | Kampala City  | 50 | 30 | 14 | 8  | 8  | 47 | 24 | +23 |
|                   | 6.   | Villa         | 45 | 30 | 12 | 9  | 9  | 44 | 30 | +14 |
|                   | 7.   | Kitara        | 44 | 30 | 12 | 8  | 10 | 45 | 20 | +25 |
|                   | 8.   | Maroons       | 43 | 30 | 12 | 7  | 11 | 29 | 32 | -3  |
|                   | 9.   | Express       | 39 | 30 | 11 | 6  | 13 | 30 | 45 | -15 |
|                   | 10.  | UPDF          | 39 | 30 | 10 | 9  | 11 | 29 | 34 | -5  |
|                   | 11.  | Police        | 36 | 30 | 8  | 12 | 10 | 27 | 28 | -1  |
|                   | 12.  | Mbarara City  | 32 | 30 | 8  | 8  | 14 | 22 | 33 | -11 |
|                   | 13.  | Lugazi        | 31 | 30 | 7  | 10 | 13 | 19 | 33 | -14 |
|                   | 14.  | Bright Stars  | 20 | 30 | 4  | 8  | 18 | 23 | 48 | -24 |
|                   | 15.  | Wakiso Giants | 20 | 30 | 3  | 11 | 16 | 17 | 47 | -30 |
|                   | 16.  | Mbale Heroes  | 10 | 30 | 2  | 4  | 24 | 13 | 69 | -56 |

Legenda
      Campione dell'Uganda e ammessa alla CAF Champions League 2025-2026.
      Ammessa alla Coppa della Confederazione CAF 2025-2026.
      Retrocessa in FUFA Big League 2025-2026.
Note:
Tre punti a vittoria, uno a pareggio, zero a sconfitta.